# Connie Meijer
Connie Meijer (Vlaardingen, 5 de febrer de 1963 - Naaldwijk, 17 d'agost de 1988) va una ciclista neerlandesa, guanyadora d'una bronze de plata al Campionat del Món en ruta de 1987, per darrere de la francesa Jeannie Longo i la seva compatriota Heleen Hage.
L'agost de 1988 mentre competia en un critèrium, es va queixar de nàusees severes i va morir d'un atac de cor abans que l'ambulància arribés a l'hospital.

## Palmarès
- 1984
  -  Campiona dels Països Baixos en ruta
  - Vencedora de 3 etapes al Tour de França
- 1986
  - Vencedora d'una etapa al Postgiro
  - Vencedora d'una etapa al Tour de França
- 1987
  - Vencedora d'una etapa al Postgiro
- 1988
  - 1a a la Parel van de Veluwe
  - Vencedora d'una etapa al Tour de Texas